# Erythronium howellii
Erythronium howellii är en liljeväxtart som beskrevs av Sereno Watson. Erythronium howellii ingår i Hundtandsliljesläktet och i familjen liljeväxter. Inga underarter finns listade.